# JCreator

JCreator 3.5版的运行界面

JCreator是一款專有軟件的JAVA编辑器，由Xinox公司制作。JCreator主要版本有两个：JCreator LE和JCreator Pro。JCreator LE是免費軟件，而JCreator Pro是商業軟件，即具進階功能的收費版本。

## 主要特點
- 小巧：只有2.22MB，LEV5.00版3.84MB
- 免費軟件（仅局限于JCreator LE）
- 可以建立JAVA的package，也可以不建立直接运行
- 运行时与eclipse比起来速度较快，适合不太宏大的程序运行
- 完全使用C++制作而成

截至2010年6月8日，JCreator的最新版本号为：5.00。

## 外部連結
- JCreator官網 （页面存档备份，存于）